# Municipio de Rockville (Misuri)
El municipio de Rockville (en inglés: Rockville Township) es un municipio ubicado en el condado de Bates en el estado estadounidense de Misuri. En el año 2010 tenía una población de 260 habitantes y una densidad poblacional de 3,98 personas por km².

## Geografía
El municipio de Rockville se encuentra ubicado en las coordenadas 38°4′26″N 94°6′29″O / 38.07389, -94.10806. Según la Oficina del Censo de los Estados Unidos, el municipio tiene una superficie total de 65.33 km², de la cual 62,51 km² corresponden a tierra firme y (4,31 %) 2,82 km² es agua.

## Demografía
Según el censo de 2010, había 260 personas residiendo en el municipio de Rockville. La densidad de población era de 3,98 hab./km². De los 260 habitantes, el municipio de Rockville estaba compuesto por el 95,77 % blancos, el 1,15 % eran afroamericanos, el 0,38 % eran asiáticos, el 0,38 % eran de otras razas y el 2,31 % eran de una mezcla de razas. Del total de la población el 1,54 % eran hispanos o latinos de cualquier raza.